# 小行星19619
小行星19619（19619 Bethbell）是一颗绕太阳运转的小行星，为主小行星带小行星。该小行星于1999年8月16日发现。

## 轨道参数
小行星19619的轨道半长轴为2.3975204 UA，离心率为0.107。